# Heliocopris alatus
Heliocopris alatus är en skalbaggsart som beskrevs av Felsche 1910. Heliocopris alatus ingår i släktet Heliocopris och familjen bladhorningar. Inga underarter finns listade i Catalogue of Life.